# Léa Bachelier
Pour les articles homonymes, voir Bachelier.
Léa Bachelier, née le 13 février 1993 à Nancy, est une joueuse française de water-polo.
Elle est l'une des cadres de l'équipe de France de water-polo féminin dans les années 2010.
Elle est championne de France avec l'ASPTT Nancy water-polo en 2008 et meilleure buteuse de la Coupe de la Ligue française de water-polo féminin en 2013.